# 刘志强 (乒乓球运动员)
刘志强（1981年6月15日—），河北唐山人，中国乒乓球教练员，其妻为中国乒乓球名将牛剑锋。

## 经历
刘志强11岁时入选河北乒乓球省队，1997年进入国家队，曾担任女队陪练队员，2005年从国家队退役，其后曾任职北大方正俱乐部的助理教练。2006年，刘志强返回河北，出任河北乒乓球省队主教练。2011年，刘志强以领队的身份，率领实力平平的霸州海润俱乐部，打进了该赛季乒超联赛的男团决赛，与夺冠热门球队浙商银行俱乐部激战至第三场最后一盘才最终惜败，获得亚军。2012年末，刘志强通过竞聘成为中国国家乒乓球队女一队教练员，负责主管刘诗雯、顾若辰、文佳、陈梦等队员。